# گیاه‌پارچ بوشیانا
نپنتس بسچیانا (نام علمی: Nepenthes boschiana) نام یک گونه از سرده گیاه پارچ است.

## نگارخانه

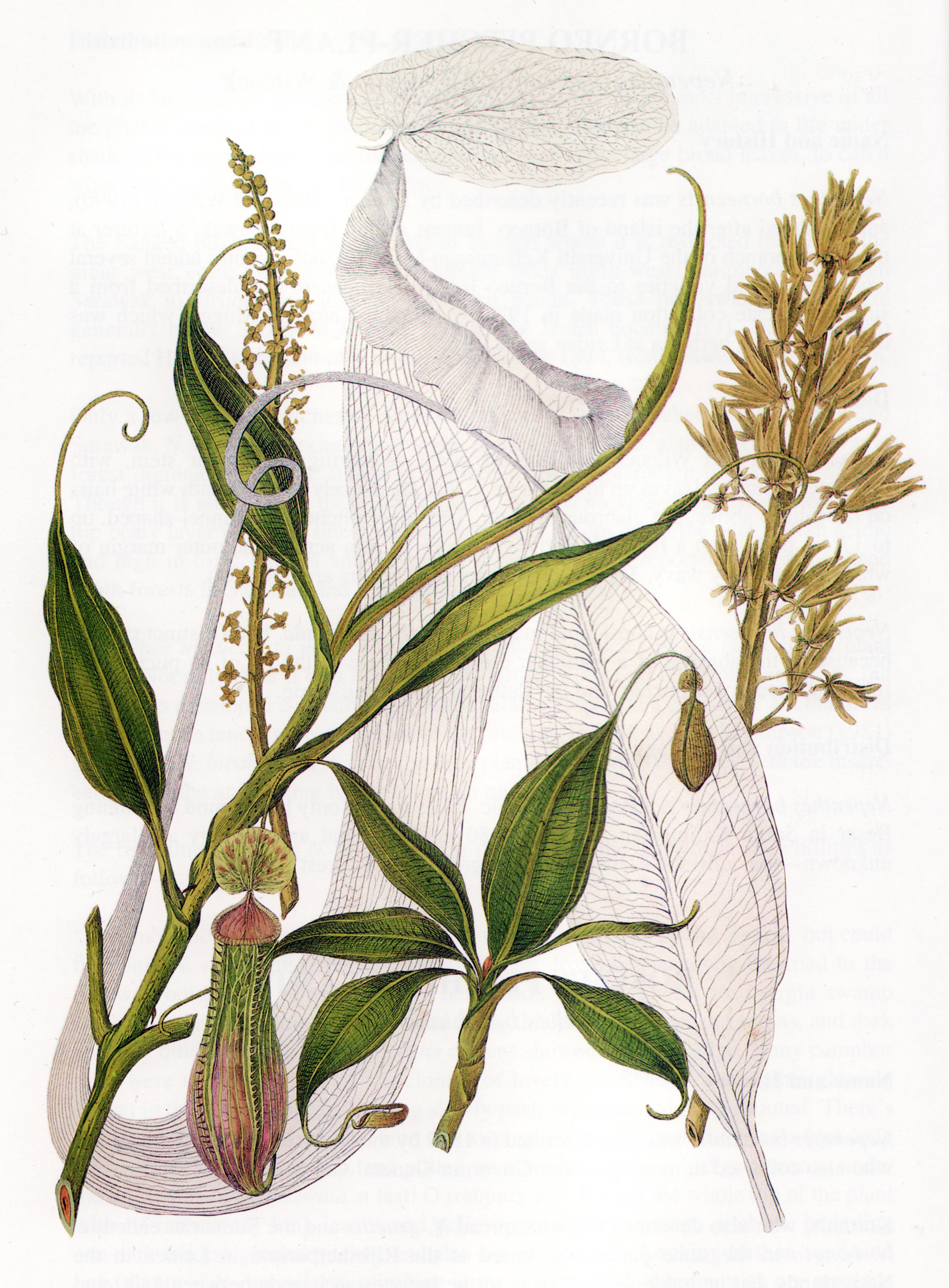